# Ulica Loretańska w Krakowie
Ulica Loretańska – ulica w Krakowie, w dzielnicy I Stare Miasto, na Piasku. Przebiega południkowo, łącząc ulicę Krupniczą z ulicą Jabłonowskich.

## Historia
Uliczka w śladzie dzisiejszej ulicy Loretańskiej istniała w tym miejscu już w XV wieku, notowana po raz pierwszy w 1431 roku, określana jako „mała”, „wąska”, „ciasna” (platea parva, enge gasse, cleyn gasse). W XVII wieku na tym obszarze znajdował się klasztor reformatów, zniszczony w trakcie potopu szwedzkiego. Pod koniec owego stulecia na jego miejscu powstał kościół i klasztor kapucynów. W XVIII i XIX wieku ulica prowadząca wzdłuż muru klasztornego widnieje na planach miasta jako bezimienna. Obecnie funkcjonująca nazwa ulicy została nadana około 1880 roku.

## Zabudowa
Obecna zabudowa ulicy pochodzi głównie z lat 90. XIX wieku i stanowią ją kamienice czynszowe o fasadach w stylu historyzmu, w znacznej części projektu Leopolda Tlachny.
- ul. Loretańska 1 (ul. Krupnicza 14) – Kamienica. Projektował Henryk Lamensdorf, 1910–1911.
- ul. Loretańska 2 (ul. Krupnicza 12) – Kamienica w stylu neobarokowym. Projektował Leopold Tlachna, 1895.
- ul. Loretańska 3 – Kamienica. Projektował Henryk Lamensdorf, 1910.
- ul. Loretańska 4 – Kamienica w stylu neobarokowym. Projektował Leopold Tlachna, 1895.
- ul. Loretańska 5 – Kamienica. Projektował Henryk Lamensdorf, 1911.
- ul. Loretańska 6 – Kamienica w stylu neobarokowym z polichromią pompejańską na klatce schodowej. Projektował Leopold Tlachna, 1894.
- ul. Loretańska 7–9 (ul. Studencka 13) – Szkoła podstawowa, obecnie XLII Liceum Ogólnokształcące, w stylu neogotyckim. Projektował Stefan Żołdani, 1891–1892.
- ul. Loretańska 8 (ul. Studencka 11) – Kamienica w stylu neobarokowym. Projektował Leopold Tlachna, 1893.
- ul. Loretańska 10 (ul. Studencka 8) – Kamienica w stylu neorenesansowym. Projektował Leopold Tlachna, 1894–1895.
- ul. Loretańska 11–11a – Kościół Zwiastowania Najświętszej Maryi Panny, klasztor kapucynów, domek loretański.
- ul. Loretańska 12 – Kamienica w stylu neorenesansowym. Projektował Leopold Tlachna, 1894.
- ul. Loretańska 14 (ul. Kapucyńska 7) – Kamienica w stylu neorenesansowym. Projektował Leopold Tlachna, 1894–1895.
- ul. Loretańska 16–18 (ul. Kapucyńska 6) – Szkoła św. Jadwigi, obecnie Zespół Szkół Energetycznych, w stylu secesyjnym. Projektował Jan Zawiejski, 1904–1907.
- ul. Loretańska 20 (ul. Jabłonowskich 9) – Kamienica. Projektował Karol Rybiński, 1900.

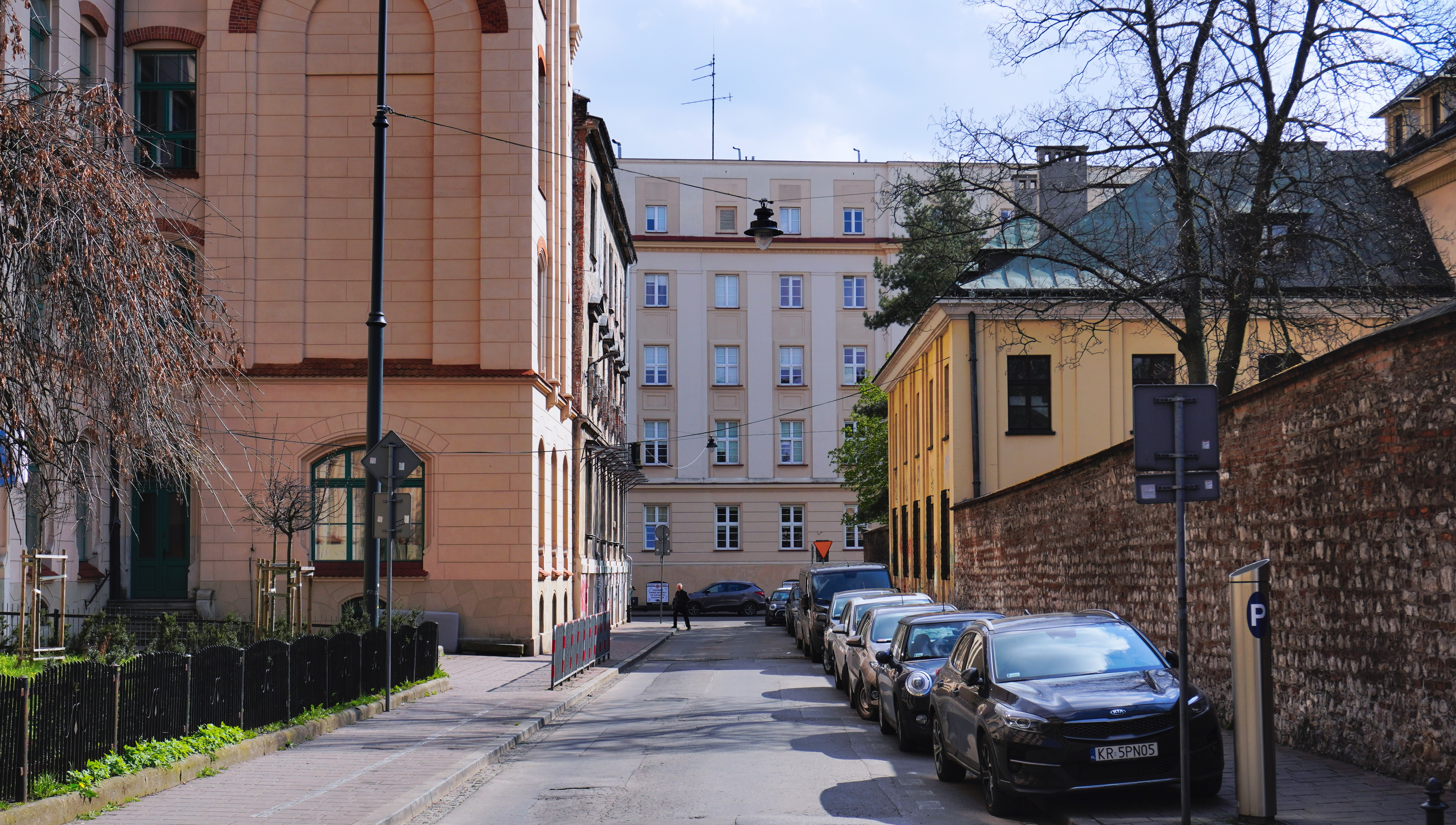
Widok od skrzyżowania z ul. Kapucyńską na południe
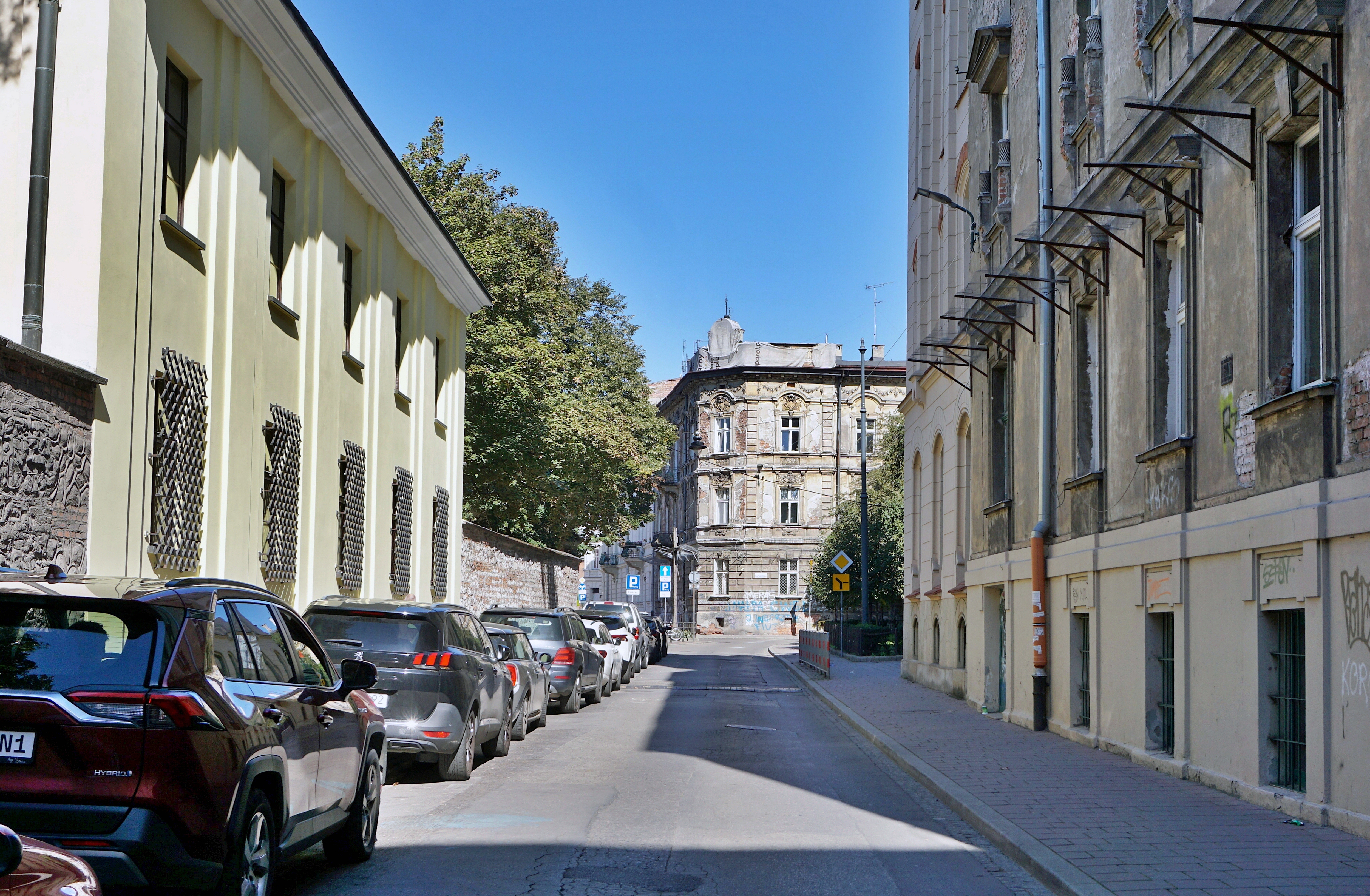
Widok na północ od skrzyżowania z ulicą Jabłonowskich
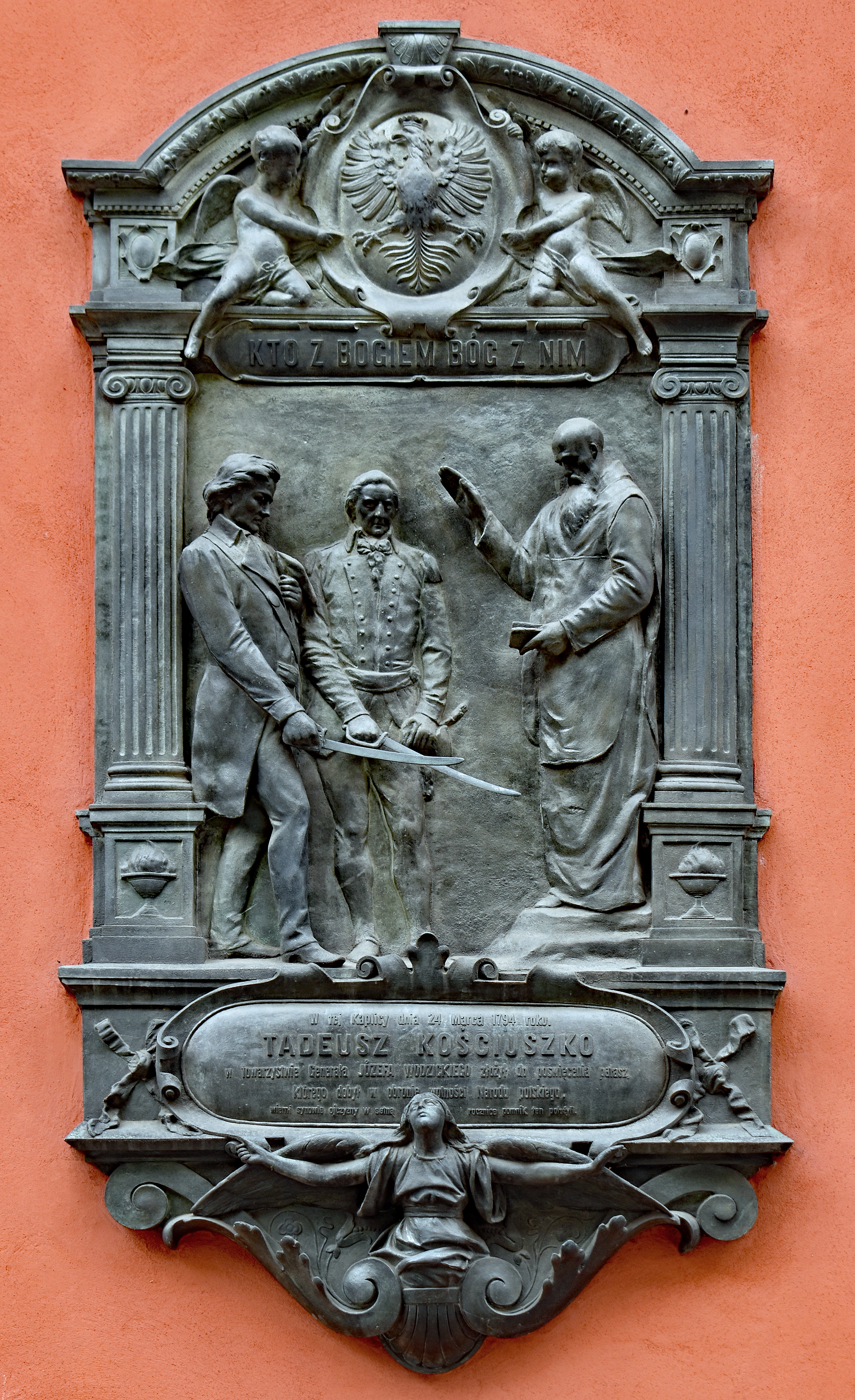
Święcenie pałaszy A. Daun (1896) na domku loretańskim
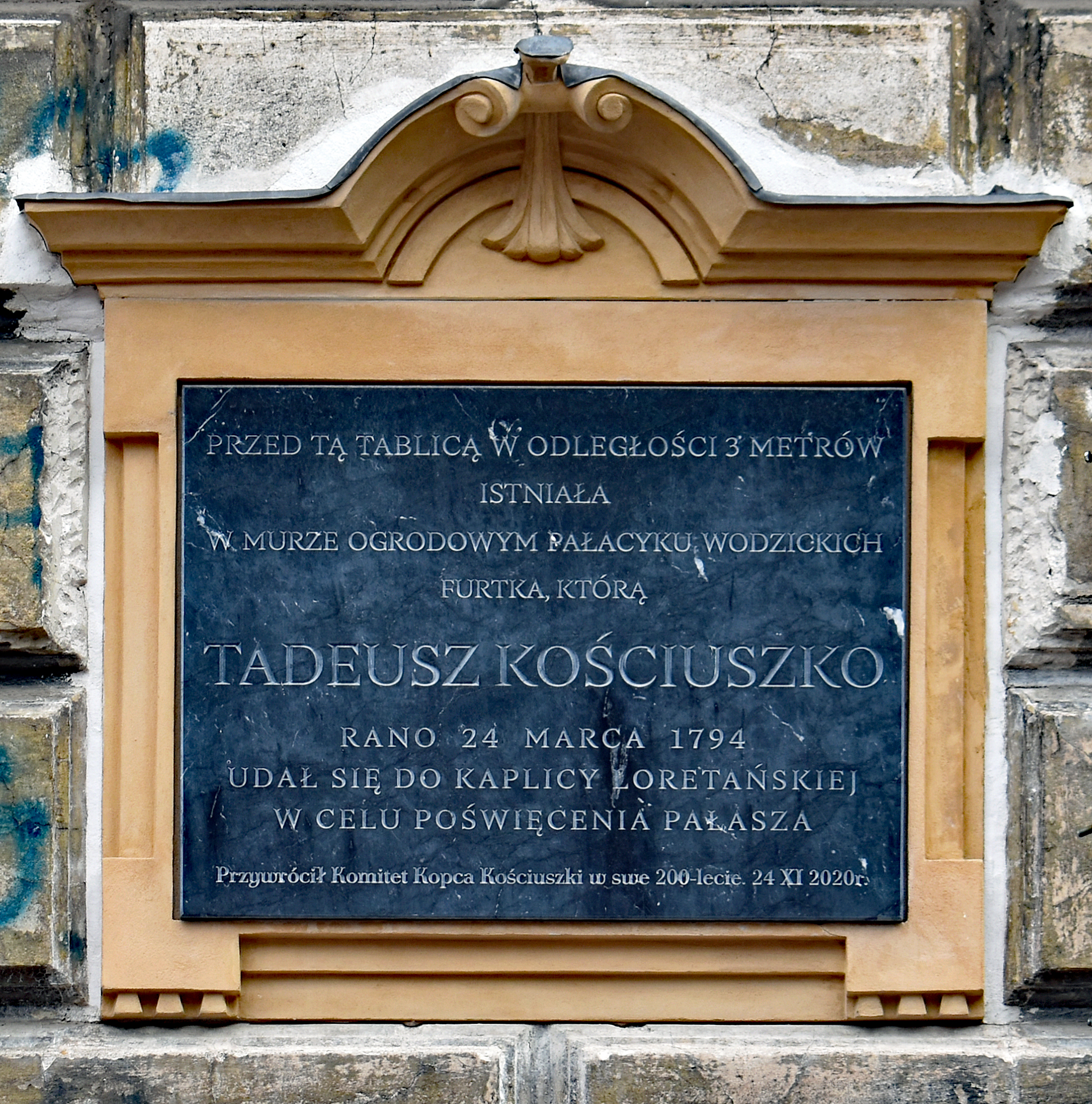
Tablica pamiątkowa T. Kościuszki ul. Loretańska 14

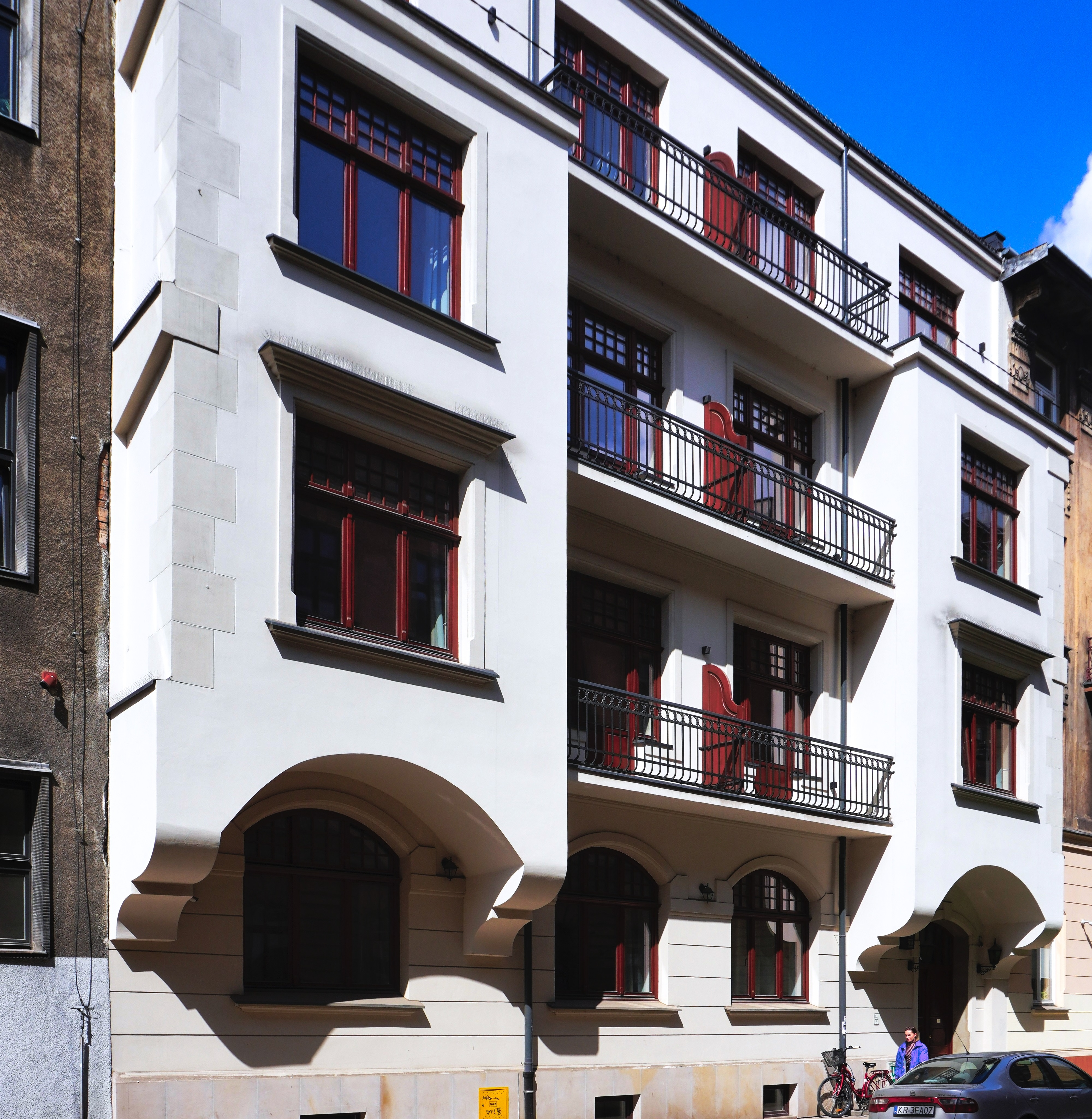
ul. Loretańska 5 Kamienica (proj. Henryk Lamensdorf, 1911)
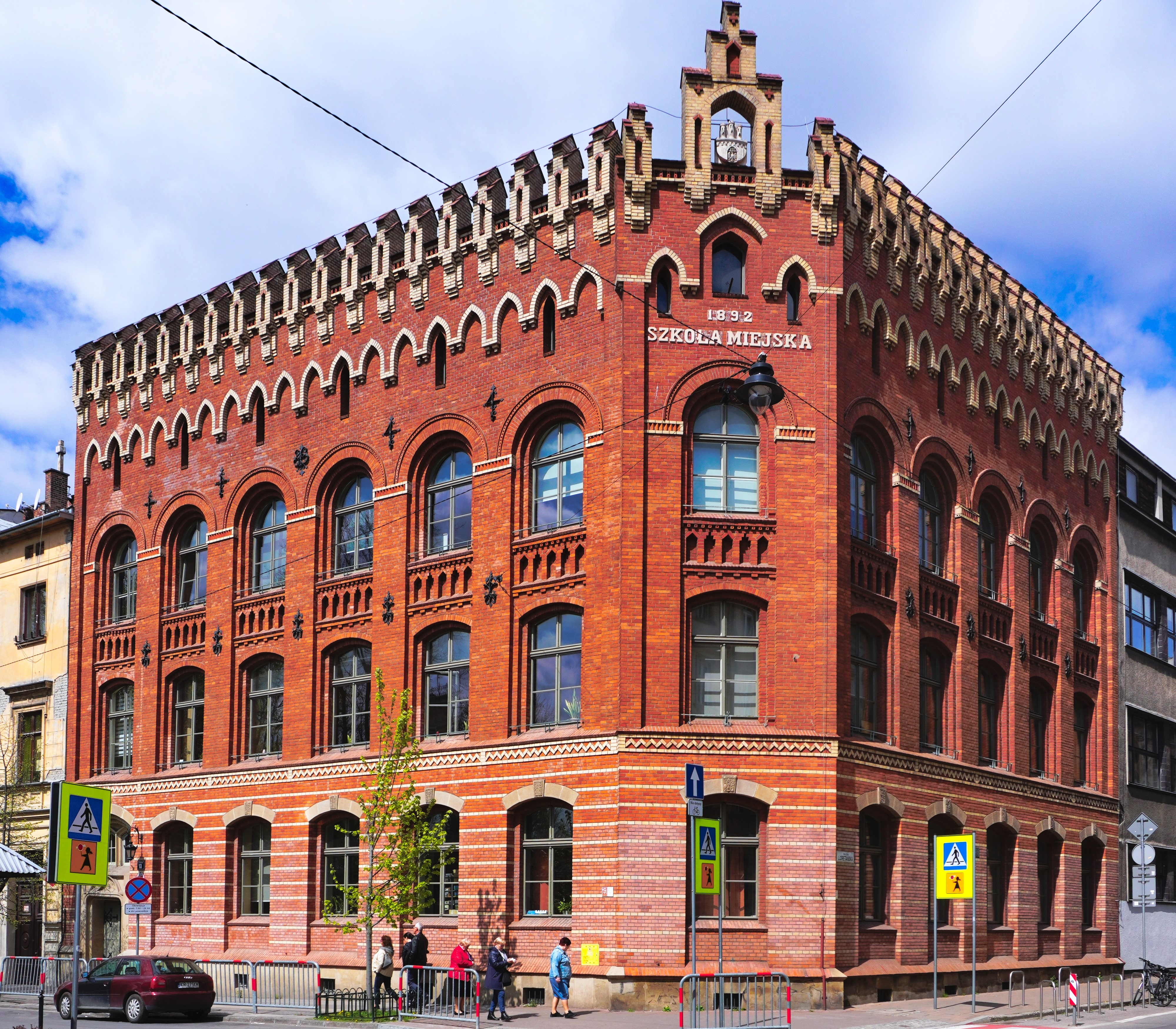
ul. Loretańska 7–9 (ul. Studencka 13) Szkoła Miejska, obecnie XLII Liceum Ogólnokształcące (proj. Stefan Żołdani, 1891–1892)
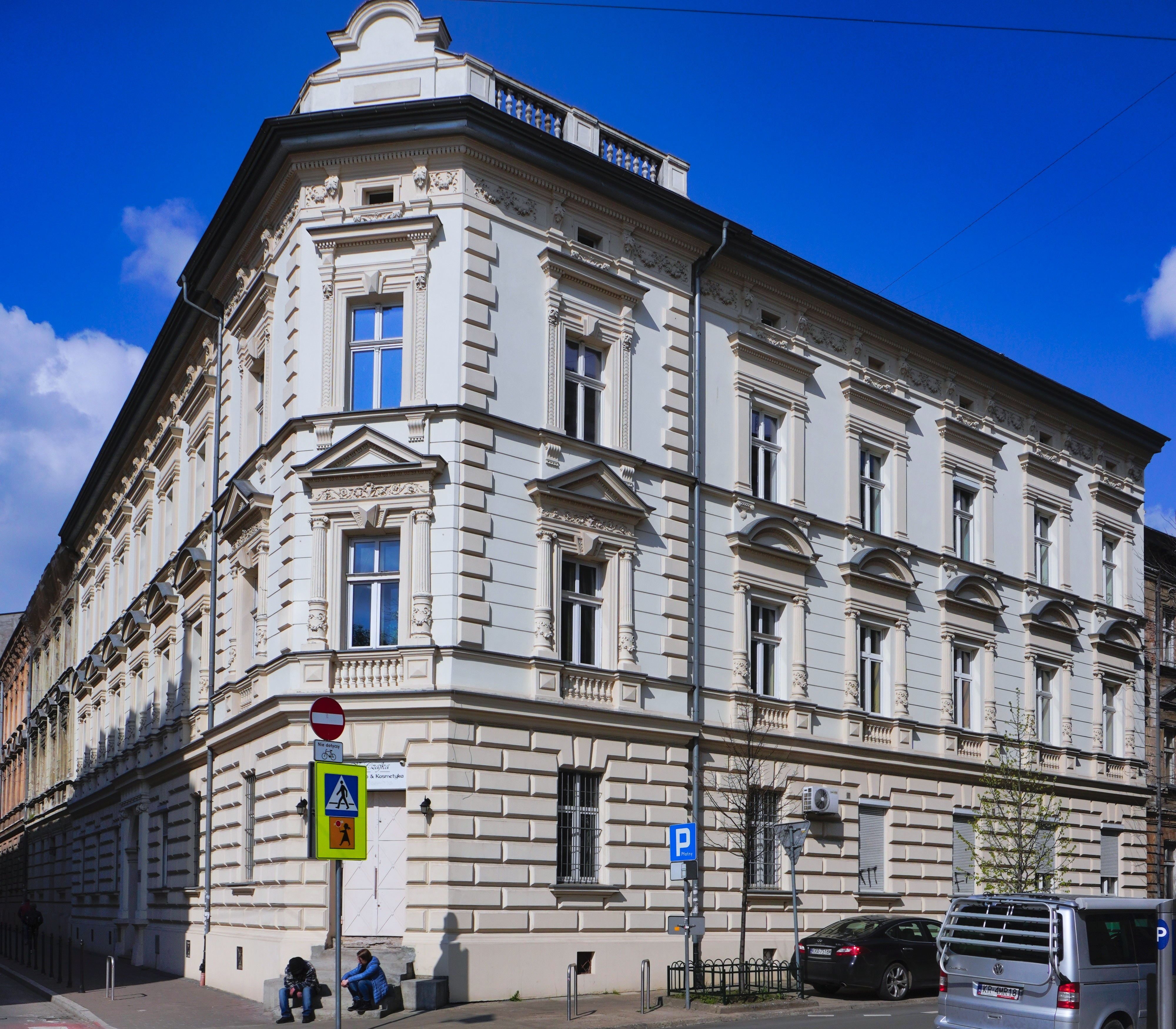
ul. Loretańska 8 (ul. Studencka 11) Kamienica (proj. Leopold Tlachna, 1893)
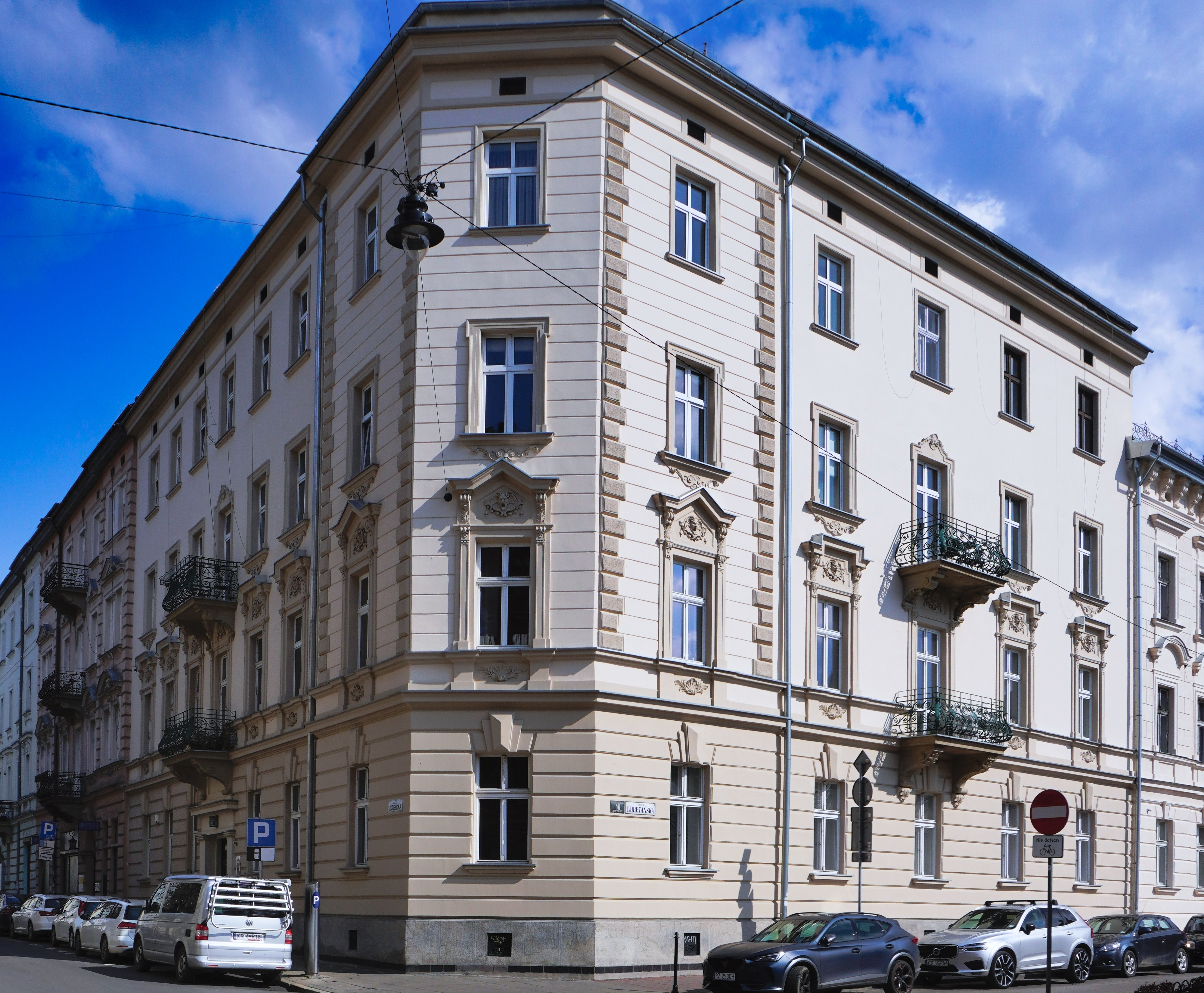
ul. Loretańska 10 (ul. Studencka 8) Kamienica (proj. Leopold Tlachna, 1894–1895)
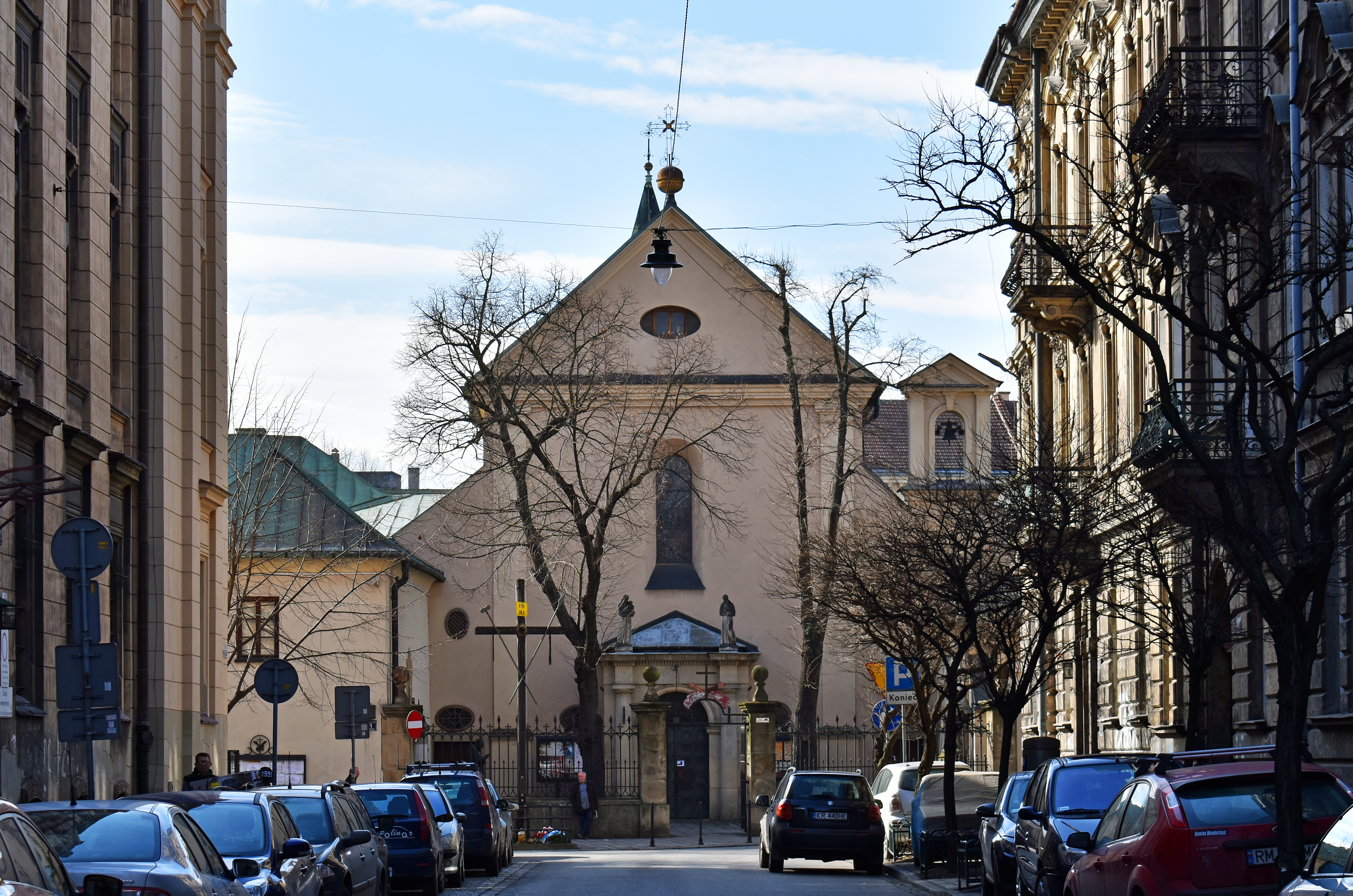
ul. Loretańska 11 Kościół Zwiastowania Najświętszej Maryi Panny
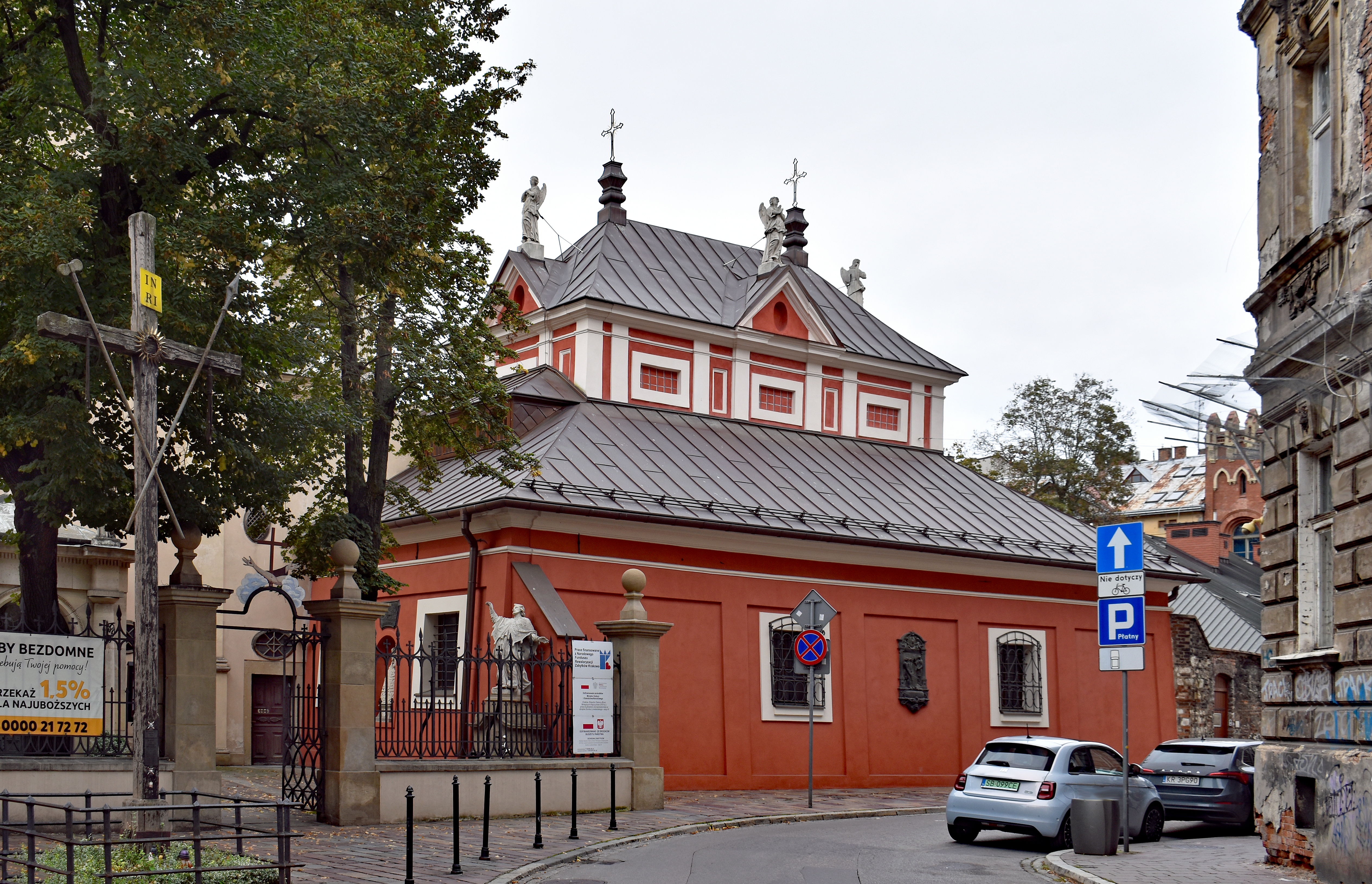
ul. Loretańska 11 Domek loretański
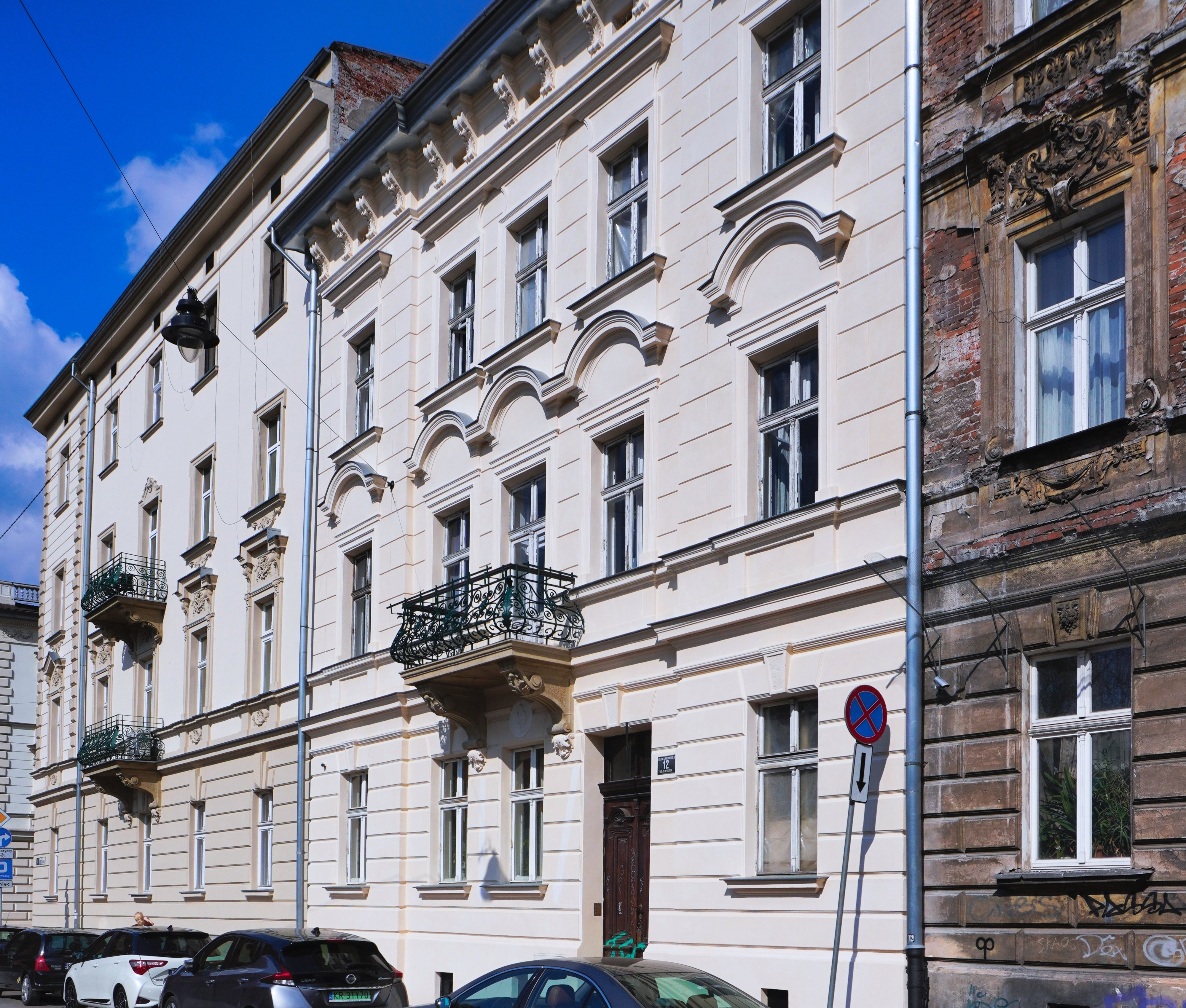
ul. Loretańska 12 Kamienica (proj. Leopold Tlachna, 1894)
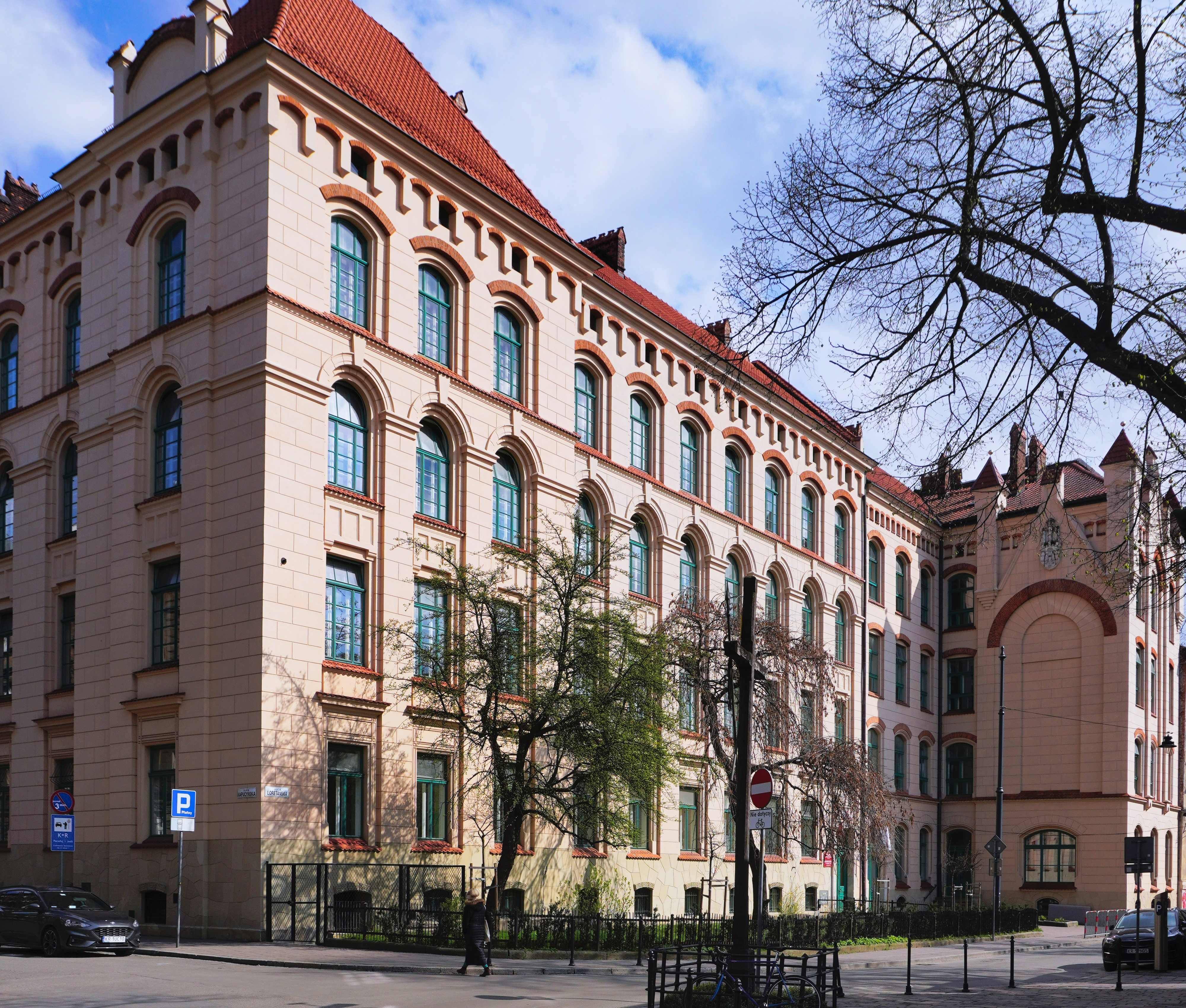
ul. Loretańska 16–18 (ul. Kapucyńska 6) Szkoła Powszechna, obecnie Zespół Szkół Energetycznych (proj. Jan Zawiejski, 1904–1907)